# LUNA (ラッパー)
LUNA（ルナ、1980年5月24日 - ）は、日本のヒップホップ・ミュージック、リズム・アンド・ブルース歌手。東京都品川区五反田出身。Mr.マリックの実娘。

## 概要
2009年に自社レーベル「LILBOOTY RECORDINGS」を立ち上げた。
2014年には日本最大のゴルフコンペ『セガサミーカップ第10回記念特別企画』として、期間限定で「キャディ ゴルゴル」を結成。「皆が気持ちよプレーを楽しめるように、マナーの悪いゴルファーをラップで斬りまくる」をテーマにYouTubeで50万回以上再生されているPV「Say Fore」のプロデュースを担当し話題に。
2015年、Dancer NAZUKIとオリジナルブランドViiDAを立ち上げ、アーティストや著名人なども着用し日本全国で人気を集めている。
2020年、ドラァグクイーンのサマンサ・アナンサ、枝豆順子と共にD3（ディースリー）というドラァグクイーントリオのグループが誕生。チョモランマ・LUNA子という名前で活動をスタートさせる。グループでは唯一の女性メンバーとしてメインボーカルを務める。当初はコロナ禍を期に爆誕したYouTubeコンテンツであったが、「楽しまなくちゃそん」という曲がリリースされ、企業イベントやLIVE、メディアにも徐々に活動の幅を広げている。2022年から枝豆順子がホストMCを務めるFM837の人気番組「EVENING STATION」に同じD3のメンバーであるサマンサ・アナンサと共に、各月第4火曜日に登場。番組では17時台のお天気キャスターを務めている。実際にD3の放送日は、お便りリクエスト数が多く、番組内で読み切れないことを毎回謝罪している。
2022年、Joe Ogawa, TSUGUMIを向かい入れ、次世代プロデュースのプロジェクト始動。次世代シンガー/ラッパーのAshley（アシュリー）を発掘。以後、総合プロデュースを務める。

## ディスコグラフィー

### シングル
1. LOST PLATINUM（2006年11月）
2. I REMEMBER（2007年9月）
3. 光のドア（2007年9月）
4. 4ever（2007年9月）
5. I have a dream（2009年9月）
6. 楽しまなくちゃそん / D3（2023年9月）

### アルバム
1. THA FREAK SHOW（2003年11月19日）
2. QUEEN of STREET（2009年3月11日）
3. Complexxx   (2010年6月23日)
4. Unstoppable（2012年7月25日）
5. street names（2014年9月）
6. Mi vida loca（2020年12月）

### EP
1. FOCUS（2008年4月23日）

### MIX CD
1. 『LUNATIK SKILLZ mixed by DJ MDK』（2016年5月23日）
2. 『Maryjane 1st Mix Mixed By Dj Mdk』（2013年3月8日）
3. 『LUNA / LUNATIK SKILLZ VOL.2 - MIXED BY DJ MDK』（2016年5月23日）

### 参加作品
- DJ MAYUMI『BERRY JAM MIXED UP!』（2007年3月7日）
  - 「DIAMONDS」
- SPICY CHOCOLATE『東京 RAGGA BLAZE』（2007年9月23日）
  - 「JOHNAN TRAIN」
- SEEDA『街風』（2007年10月17日）
  - 「WE BE SMOOTH feat L-VOKAL, LUNA」
- ARIA『THE JUKEBOX』（2007年11月28日）
  - 「CANDY NIGHT feat. LUNA」
- SEEDA『HEAVEN』（2008年1月30日）
  - 「空 feat LUNA」「Nyce Dream chorus LUNA」
- L-VOKAL『万歳』（2008年1月30日）
  - 「Gainへの斜線 feat SEEDA, LUNA」
- OKI from GEEK『About』（2008年2月13日）
  - 「マリオネット feat LUNA」
- L-VOKAL & DOC DEE『摩天楼』（2008年4月20日）
- SPICY CHOCOLATE『東京 RAGGA BLAZE 2』（2008年7月1日）
  - 「城南TRAIN 2」
  - 「光のドア」
- NORIKIYO『OUTLET BLUES』（2008年8月20日）
- GEEK『LIFE SIZE ΙΙ』（2008年12月17日）
  - 「Menime feat. LUNA pro. SEI-ONE」
- SEEDA『SEEDA』（2009年5月20日）
  - 「FASHION」
- SPICY CHOCOLATE『東京 RAGGA BLAZE 3』（2009年6月24日）
  - 「Rize up feat. Monkey Ken & LUNA」
  - 「Your My Special」
- NATO『13 BEATS TO DIE』（2010年5月21日）
  - 「Do You Understand feat. NORIKIYO, OJIBAH & LUNA」
- lecca『パワーバタフライ』（2010年7月28日）
  - 「Love Majic feat. LUNA, TSUGUMI from SOULHEAD & JAMOSA」
- HYENA『Lyrical Pimpsta』（2012年5月23日）
  - 「Day By Day feat. LUNA」

## メディア出演

### テレビ
- Dのゲキジョー（フジテレビ系） - 2007年3月16日
- 秋の夜長の暴露SP 爆笑問題のザ50人斬り 2008年9月16日（TBS系）
- たかじん胸いっぱい 2008年（関西テレビ）
- ザ!世界仰天ニュース 2008年（日本テレビ系）
- 森田一義アワー 笑っていいとも!（フジテレビ系）
  - 2008年10月30日 ※「出たいドル!」のコーナーに出演希望者として。
  - 2009年2月10日
  - 2012年7月21日
- いい旅・夢気分（テレビ東京）- 2009年6月10日
  - 実父Mr.マリックの旅に、マギー司郎と共に同行。
- MUSIC JAPAN 2009年7月26日（NHK総合）
- キズナ食堂 2009年6月27日
- 踊る!さんま御殿!!（日本テレビ系）
  - 2011年 女子会コーナー
  - 2015年 二世タレントSP
- もてもてナインティナイン 2012年1月24日
- さんまのSUPERからくりTV 2012年4月15日
- イカさま☆タコさま 2012年
- 芸能人替え歌王決定戦第10回記念大会SP（TBS系）
- 爆報! THE フライデー 2012年8月24日（TBS系）
- 中居正広のミになる図書館 2014年9月23日（テレビ朝日系）
- Oh!どや顔サミット 2012年9月25日
- ヒルナンデス! 2015年5月14日（日本テレビ系）
- ナカイの窓 2015年5月20日（日本テレビ系）
- ペケ×ポン（フジテレビ系） - ペケポンお受験のコーナーに準レギュラー出演。
- 今夜くらべてみました 2015年9月2日
- ヨソで言わんとい亭（テレビ東京系）2015年9月17日
- ナカイの窓（日本テレビ系）2016年 ラッパー特集
- 直撃!コロシアム!! ズバッと!TV（TBS系） 2016年5月23日
- ダウンタウンDX（日本テレビ系）2016年7月21日
- めちゃ×2イケてるッ!（フジテレビ系）
- 有吉ゼミ（日本テレビ）　2017年4月7日
- 究極の○×クイズSHOW!!超問!真実か?ウソか?（日本テレビ）　2017年5月5日
- しくじり先生 俺みたいになるな!!（テレビ朝日系）
  - 親子授業参観　生徒役　2017年5月14日
  - 父・Mr.マリックと共に出演　2017年6月25日
- 今夜、釈明しますm(_ _)m（AbemaTV）2017年5月27日
- ダウンタウンのガキの使いやあらへんで!（日本テレビ）
  - 『この女性なら大丈夫!シングルファザー田中の再婚相手コンペ!』 2017年8月20日
  - 『絶対に笑ってはいけないトレジャーハンター24時!』 2018年12月31日
- 有吉ゼミ（日本テレビ系） 2019年
- 徹子の部屋（テレビ朝日系）2019年4月23日 父・Mr.マリックと共に出演。
- 今夜は朝日放送「今ちゃんの実は．．．」 2020年（ABCテレビ）
- 有吉の壁 2020年（日本テレビ系）
- 青春高校3年C組 2020年（テレビ東京）
- フリースタイルティーチャー 2021年（テレビ朝日）
- ヒロミ・指原の“恋のお世話始めました” 2021年（テレビ朝日）
- サンドのお風呂いただきます 2021年（NHK）
- あなたは小学5年生より賢いの？ 2021年（日本テレビ）
- 千鳥のクセがスゴいネタ 2021年（テレビ朝日）
- 火曜は全力！華大さんと千鳥くん 2021年（フジテレビ）
- NEWニューヨーク 2021年（テレビ朝日系）
- スーパー4Kマジック 2023年（BS朝日）
- 徹子の部屋（テレビ朝日系）2023年3月 父・Mr.マリックと共に出演。

### ラジオ
- Zeebra's LUNCHTIME BREAKS 2020年（WEWP RADIO）
- イブニングステーション 2022年（FM837｜FM戸塚）

### ネット配信
- おぎやはぎの「ブス」テレビ（AbemaTV） 2017年 - （準レギュラー）
- 東京BTH〜TOKYO BLOOD TYPE HOUSE〜 第7話（Amazon Prime Video）2018年12月7日[2]
- Repezen Foxx 240時間ノンストップ配信 2022年
- ニュー自由ランドアンバサダー生配信 2023年

### 映画
- 灰色の壁 -大宮ノトーリアス-（2022年2月25日、アルバトロス） - ルナ 役[3]
- TOKYO TRIBE（2014年8月30日）、井上三太の人気コミック実写化